# 施翠峰
施翠峰（1925年12月9日—2018年3月23日），本名施振樞，台灣民俗學者、美術史家、作家、畫家。彰化鹿港人。

## 略歷
日治時代1925年，生於彰化鹿港。台中州立台中第一中學校、台灣師範大學美術系畢業，曾在台灣藝術大學、台灣師範大學等大專院校美術系任教，歷任教育部、全國美展評審委員。任教之餘，也從事民俗、人類學調查文藝創作、藝術批評、繪畫等。

## 作品

### 中文
- 日韓琉之旅（1967年）
- 南海遊踪（1973年）
- 台灣民間藝術（1977年）
- 台灣民間文學研究（1982年）
- 台灣民譚探源（1985年）
- 台灣原始宗教與神話（2000年）
- 台灣原住民身體裝飾與服飾（2004年）

等

### 日文
- 台湾の昔話（1977年）

## 脚注
1. ↑  . db.nmtl.gov.tw.   [2023-08-01]. （原始内容存档于2023-08-01）.
2. ↑  .   [2021-02-04]. （原始内容存档于2021-02-10）.
3. ↑  施翠峰 - 國立台灣文學館[]

## 外部連結
- 施翠峰 - 國立台灣文學館[]